# 298. п. н. е.

## Догађаји
- У бици код Камерина, првој борби током Трећег самнитског рата, Самнити наносе пораз Римљанима под Луцијем Корнелијем Сципионом Барбатом.
- Римске трупе продиру дубоку у самнитске територије и заузимају Ауфидену.